# メチルグリーンピロニン染色
メチルグリーンピロニン染色（Methyl green-pyronin stain）はDNAとRNAの染色と区別のために2種類の塩基性（陽イオン性）色素を用いる古典的な組織学的染色法である。メチルグリーンはDNA二重らせんのリン酸塩ラジカルに特異的で、緑青色に染色する。ピロニンはこの親和性を持たず、負に帯電した残りのRNAに結合して赤色に染色する。この方法は、神経細胞体におけるニッスル小体の分布を同定するのに有用である。